# USS Yuma (AT-94)
USS Yuma (AT-94/ATF-94/T-ATF-94) – amerykański holownik typu Navajo. Jego nazwa pochodziła od indiańskiego plemienia z terenów Arizony.
Stępkę okrętu położono 13 lutego 1943 roku w stoczni Commercial Iron Works w Portland. Zwodowano go 17 lipca 1943 roku. Jednostka weszła do służby w US Navy 31 sierpnia 1943 roku.
Okręt był w służbie w czasie II wojny światowej. Działał jako jednostka pomocnicza na Pacyfiku.
Po II wojnie światowej brał także udział w wojnie koreańskiej.
Przekazany Pakistanowi 25 marca 1959 roku.